# Hygrophorus
Hygrophore
Genre
Hygrophorus est un genre de champignons basidiomycètes de la famille des hygrophoracées.
Le genre compte plusieurs centaines de représentants, l'espèce type en est Hygrophorus eburneus (l'Hygrophore blanc d'ivoire) mais la plus connue est Hygrophorus marzuolus (l'Hygrophore de mars).

## Étymologie
Construit sur les racines grecques hugros et phorein, leur nom signifie littéralement "porteurs d'eau", en référence à leur aspect souvent humide.

## Description
Il s'agit de champignons de taille moyenne, au chapeau souvent cireux ou visqueux et aux lames souvent espacées, décurrentes et lardacées.

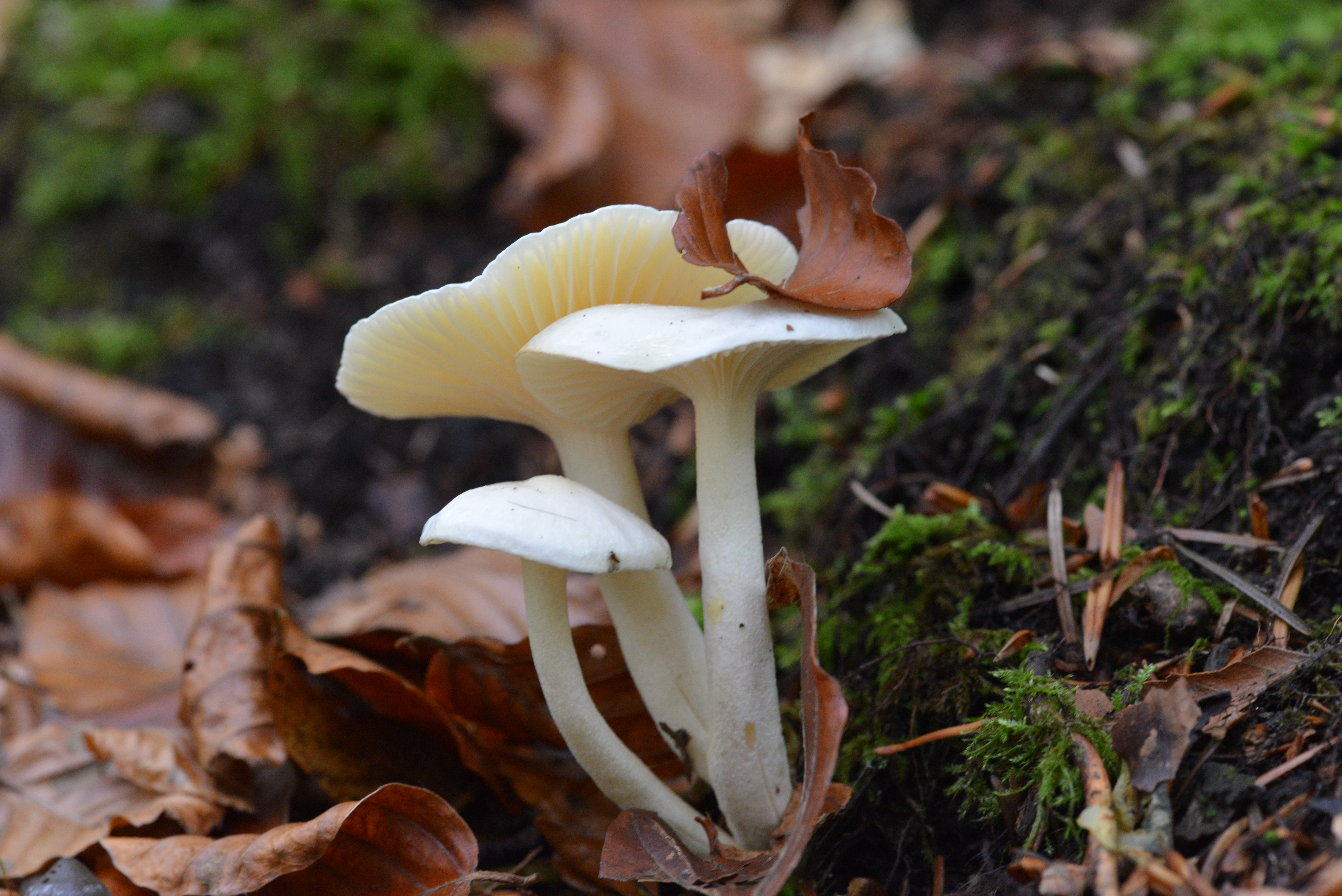
Hygrophore blanc d'ivoire (Hygrophorus eburneus).
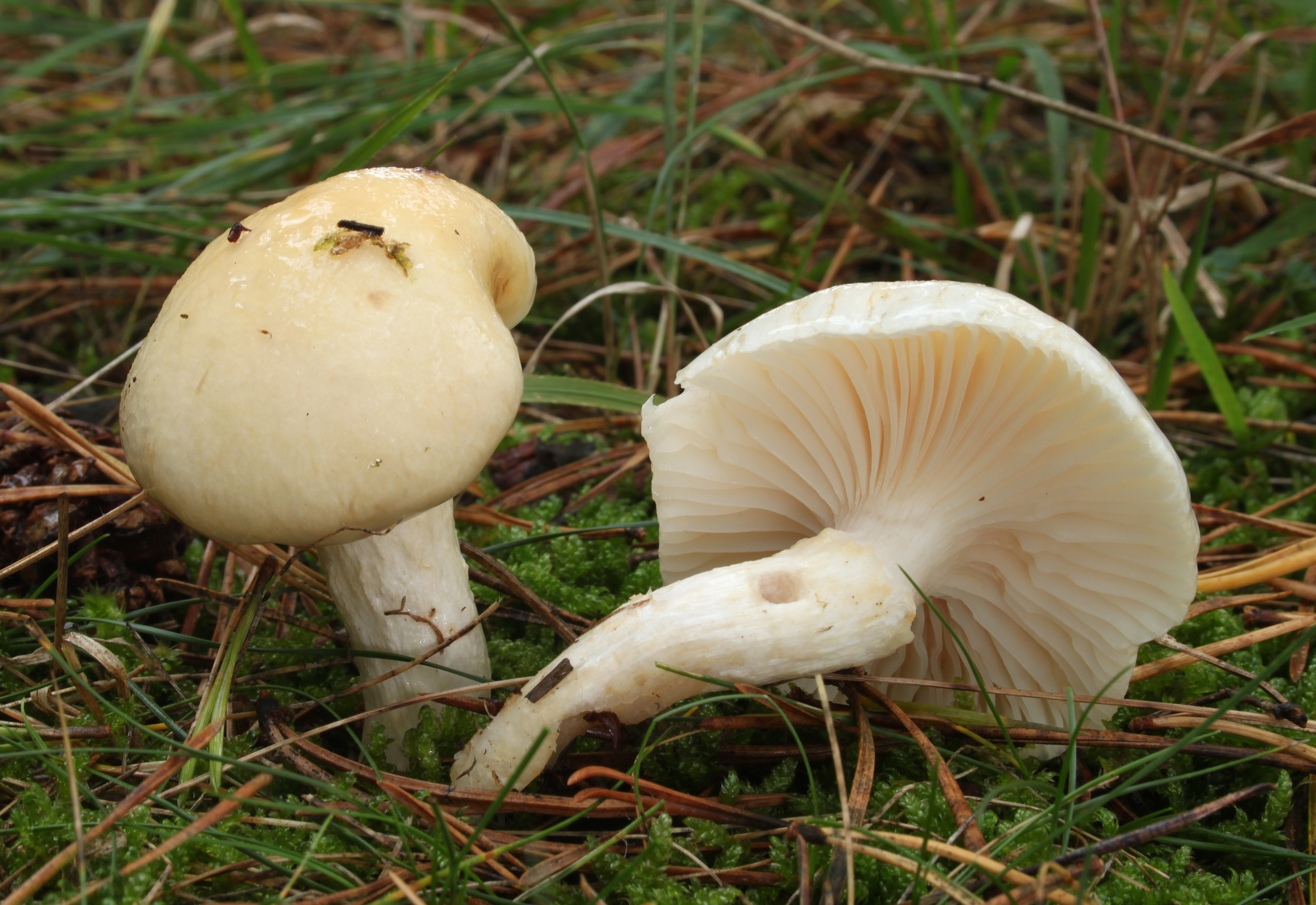
Hygrophorus ligatus.
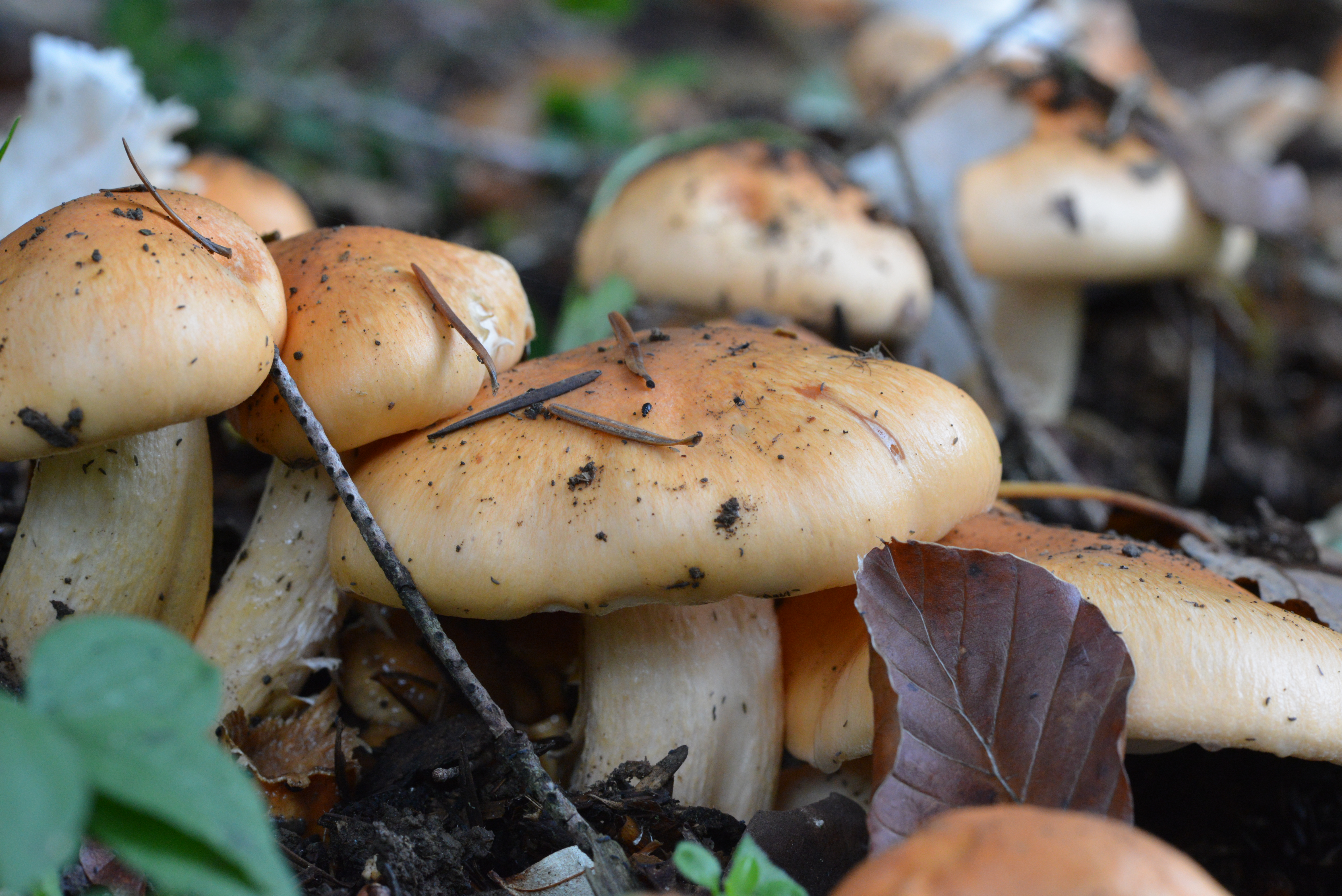
Hygrophore pudibond (Hygrophorus pudorinus).

## Espèces de France
(à compléter)
- Hygrophorus agathosmus - Hygrophore à odeur agréable
- Hygrophorus arbustivus - Hygrophore des arbres
- Hygrophorus chrysodon - Hygrophore à dents jaunes
- Hygrophorus eburneus - Hygrophore blanc d'ivoire
- Hygrophorus erubescens - Hygrophore rougissant
- Hygrophorus hypothejus - Hygrophore à lames jaunes
- Hygrophorus marzuolus - Hygrophore de mars
- Hygrophorus penarius - Hygrophore comestible
- Hygrophorus pudorinus - Hygrophore pudibond
- Hygrophorus russula - Hygrophore russule

## Comestibilité
Le genre ne comprend aucune espèce vénéneuse. La plupart sont sans intérêt mais certaines constituent des comestibles honorables.

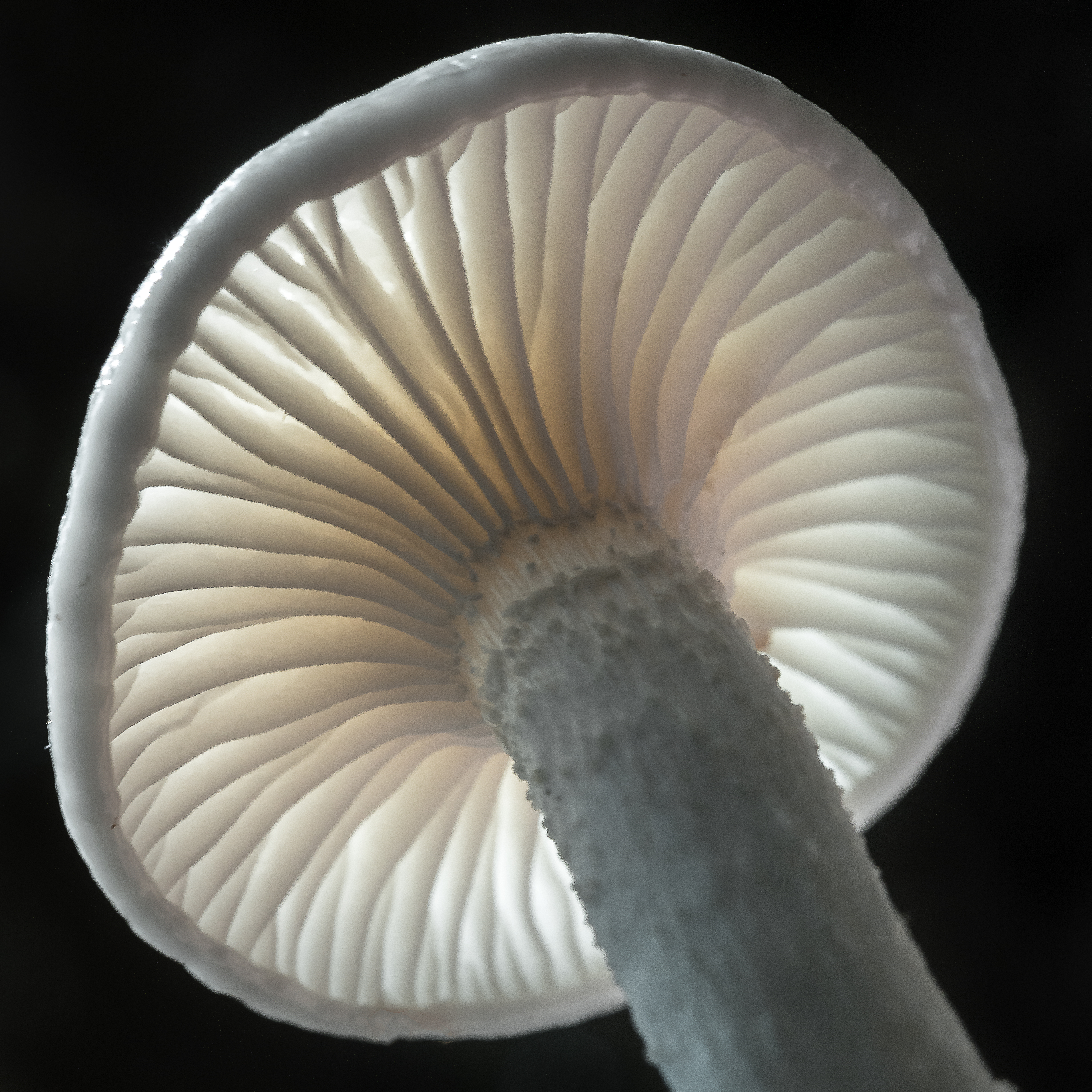
Hygrophorus cossus.

## Sources
- Les Champignons, Roger Phillips, éditions Solar,  (ISBN 2-263-00640-0)